# Al Thanyah
Al Thanyah (in arabo الثنيه ‎?) è una comunità dell'Emirato di Dubai, negli Emirati Arabi Uniti. Si trova nel Settore 3 nella zona occidentale di Dubai.

## Territorio
Il territorio della comunità occupa una superficie di 26,8 km² nella zona centrale di Dubai.
Al Thanyah è suddivisa in cinque comunità:
- Al Thanyah First (codice comunità 383), detta anche Barsha Heights, nella zona nord-orientale;
- Al Thanyah Second (codice comunità 384), detta anche Al Medhmar, nella zona sud-orientale;
- Al Thanyah Third (codice comunità 388), detta anche Emirates Hills Second, nella zona centro-nord;
- Al Thanyah Fourth (codice comunità 394), detta anche Emirates Hills Third, nella zona centro-sud;
- Al Thanyah Fifth (codice comunità 393), detta anche Emirates Hills First, nella zona occidentale.

L'area è delimitata dalla Sheikh Zayed Road a nord, dalla Hessa Street (D 61) a est, dalla Al Khail Road (E 44) e Orchid Road a sud e dalla Al Jamayel Street (D 59) a ovest.
Questo quartiere è tendenzialmente residenziale e anche abbastanza densamente popolato, ad eccezione della comunita di Al Thanyah Second, che è questi totalmente occupata dall'Ippodromo di Jebel Ali (Jebel Ali Race Course).
Al Thanyah First
La comunità di Barsha Heights (Al Thanyah First) accomuna edifici commerciali e residenziali, costituiti principalmente da grattacieli. I principali punti di riferimento dell'area sono:
- il complesso residenziale Two Towers', composto da due torri ciascuna i 25 piani e 284 appartamenti con una o due camere da letto;
- il Madison Residency, edificio residenziale di 25 piani con monolocali, appartamenti con 1 e 2 camere;
- l'edificio residenziale Al Fahad Tower 2 che ha 23 piani sopra terra, due seminterrati e un piano terra;
- il complesso Al Shafar Towers, composto da Al Shafar Tower 1 che è un edificio commerciale e Al Shafar Tower 2 che è un edificio residenziale.

Al Thanyah Third
La comunità di Emirates Hills Second (Al Thanyah Third) è una comunità residenziale di lusso composta da ville che circondano campi da golf e laghetti. I principali punti di riferimento dell'area sono: 
- l'Emirates Golf Club, costruito nel 1988, con la clubhouse e le strutture progettate dallo studio Brewer Smith Brewer Group, è stato il primo campo da golf in erba del Medio Oriente. Dispone di due campi da golf, Majlis, progettato dall'architetto Karl Litten e Faldo  progettato da Nick Faldo. Il club ospita annualmente il torneo internazionale Dubai Desert Classic;[6]
- il complesso residenziale The Lakes composto da circa 600 ville in diversi stili architettonici e strutturato in sei sotto-comunità:[7]
  - Zulal;
  - Ghadeer;
  - Maeen;
  - Hattan;
  - Forat;
  - Deema.
- il complesso residenziale The Greens composto da edifici residenziali bassi e ville. Nel complesso si trova anche una zona per lo shopping con il centro commerciale The Greens Souk che ospita outlet di moda e negozi per la vendita al dettaglio di vari beni. Fra questi una libreria, un supermercato, una farmacia. Nell'area vi sono inoltre ristoranti e caffè, una banca e altri servizi. La moschea Al Sharbatly è adiacente al centro commerciale.[8]

Al Thanyah Fourth
La comunità di Emirates Hills Third (Al Thanyah Fourth) è disposta intorno a diversi laghetti artificiali e ampie zone verdi. I principali punti di riferimento sono:
- il Montgomerie Golf Club, dotato di un campo di circa 107 ettari con nove buche, disegnato dal famoso golfista Colin Montgomerie in collaborazione con il progettista Desmond Muirhead;[6]
- il complesso residenziale The Meadows, disposto intorno al suddetto campo da golf, composto da oltre 1.800 ville caratterizzate da 20 diversi stili architettonici, e strutturato in nove sotto-comunità: da Meadows 1 a Meadows 9.[9]
- il centro commerciale The Meadows Village, che è il più antico centro commerciale degli Emirates Hills. Dopo una ristrutturazione è stato riaperto nell'ottobre 2020 ed è significativamente più grande del precedente, disponendo anche di una grande terrazza da pranzo che si affaccia su uno dei laghi del quartiere. Ospita fra l'altro una filiale del supermercato britannico Waitrose & Partners e un British Butcher Shop & Deli;[10]
- la Moschea Al Wahab, sita presso il Meadows Village;[9]
- il complesso residenziale The Springs che offre circa 4.800 villette a schiera. Il centro commerciale Springs Souk si trova in questa area e ospita più di 100 punti vendita, tra cui famosi negozi di alta moda, negozi specializzati, un supermercato Carrefour, chioschi e numerosi ristoranti e caffetterie.[11]

Al Thanyah Fifth
La comunità di Emirates Hills First (Al Thanyah Fifth) è una delle principali comunità residenziali di Dubai. È una comunità autosufficiente, con appartamenti, ville, centri commerciali, hotel, ristoranti, parchi e luoghi di intrattenimento. È suddivisa nelle seguenti sotto-comunità:
- Jumeirah Islands. Il complesso è composto da 50 isolotti artificiali, 46 dei quali sono dei cluster residenziali che ospitano complessivamente 736 ville. È stata realizzata fra il 2003 e il 2006. I cluster sono edificati in accordo a 6 diversi stili architettonici: europeo, islamico, mediterraneo, oasi, tropicale e contemporaneo. Oltre che per lo stile architettonico di base, le case possono differire per un diverso stile costruttivo. Vi sono infatti tre diversi stili realizzativi chiamati: Garden Hall, Master View e Entertainment Foyer.[12]
- Jumeirah Heights. Questo complesso, contrariamente a quanto farebbe pensdare il suo nome, è costituito da sei edifici bassi, posti su due isolotti immediatamente a nord delle Jumeirah Islands, che offrono appartamenti di due o tre camere da letto. In questa zona si trovano anche alcune ville a schiera e un centro commerciale, chiamato Jumeirah Islands Pavilion, con caffè e ristoranti.[13]
- Jumeirah Park. Estesa su 370 ettari, questa è una comunità residenziale con oltre 2.000 ville che è stata realizzata fra il 2006 e il 2013. Le case unifamiliari nel Jumeirah Park vanno da residenze da 3 a 5 camere da letto. Ci sono quattro tipi di ville in quest'area denominate: Legacy, Regional, Legacy Nova e Heritage. L'area si trova e ovest delle Jumeirah Islands, fra queste e la Garn Al Sabkha Street.[14]

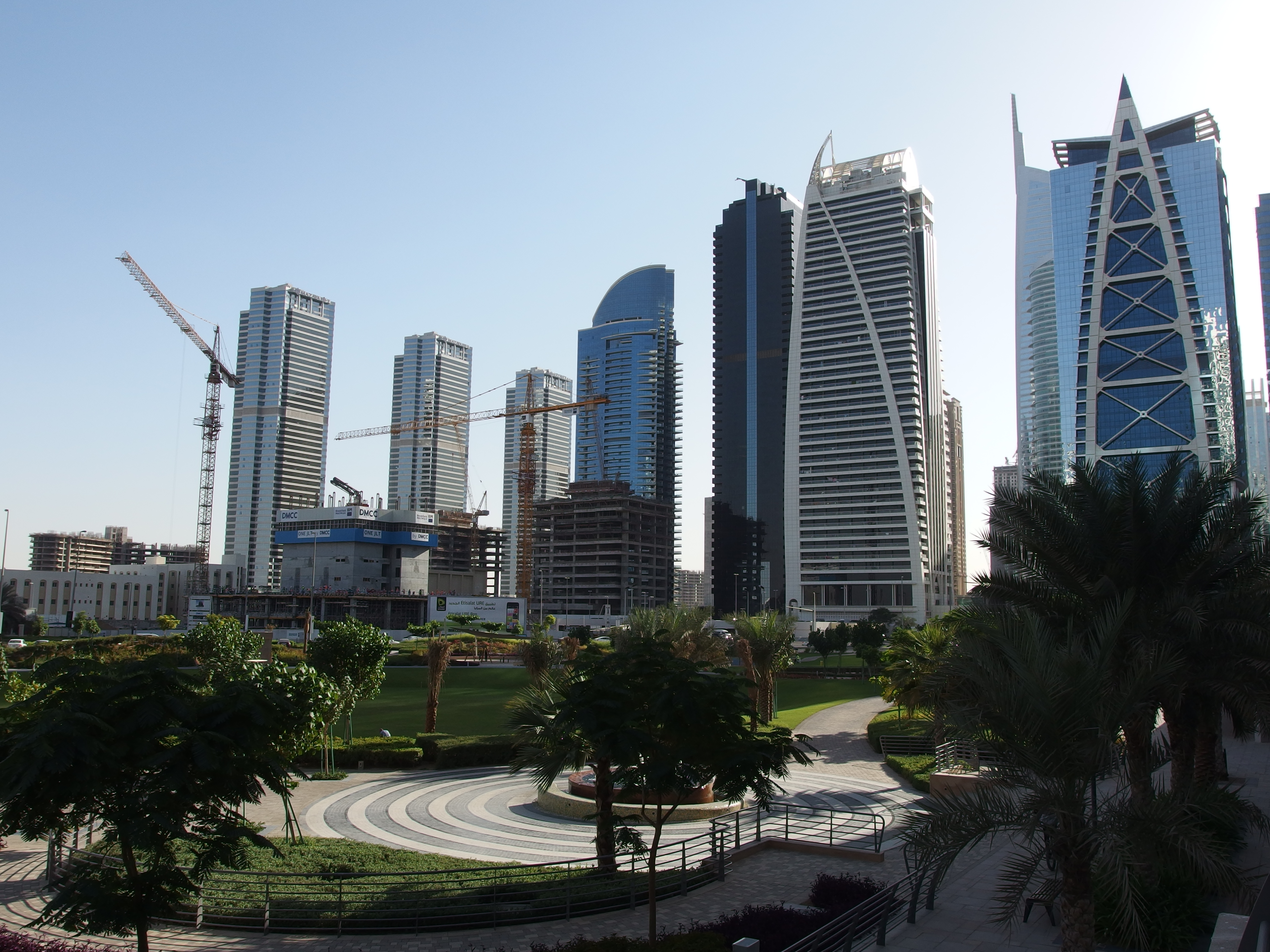
Jumeirah Lakes Towers Park (2014).

- Jumeirah Lake Towers. Il complesso, comunemente noto come JLT, è una ricercata comunità a uso misto, ambientata intorno a tre laghi artificiali e un parco, posta subito a sud della Sheikh Zayed Road. Inizialmente JLT aveva quattro laghi: Lake Almas West, Lake Almas East, Lake Elucio e Lake Allure. Al novembre 2012 la Dubai Multi Commodities Centre (DMCC), società che stava realizzando il progetto, ha annunciato che il lago Elucio sarebbe stato prosciugato per far posto ad un parco di 55.000 m². Successivamente il Lake Allure è stato rinominato JLT Lake.[15] JLT è composto da 26 cluster, ognuno dei quali formato da 3 grattacieli che ospitano appartamenti, uffici, negozi e hotel. Ogni cluster, identificato da una lettera dell'alfabeto inglese, ha una propria area di parcheggi. Nell'area vi sono molti ristoranti con cucina tipica di varie nazionalità, dal vietnamita al greco all'indiano.[16] JLT ospita anche la Almas Tower, posta fra i laghi Almas West e Almas East, che con i suoi 360 m è uno degli edifici più alti di Dubai e l'edificio esclusivamente commerciale più alto del mondo.[17]

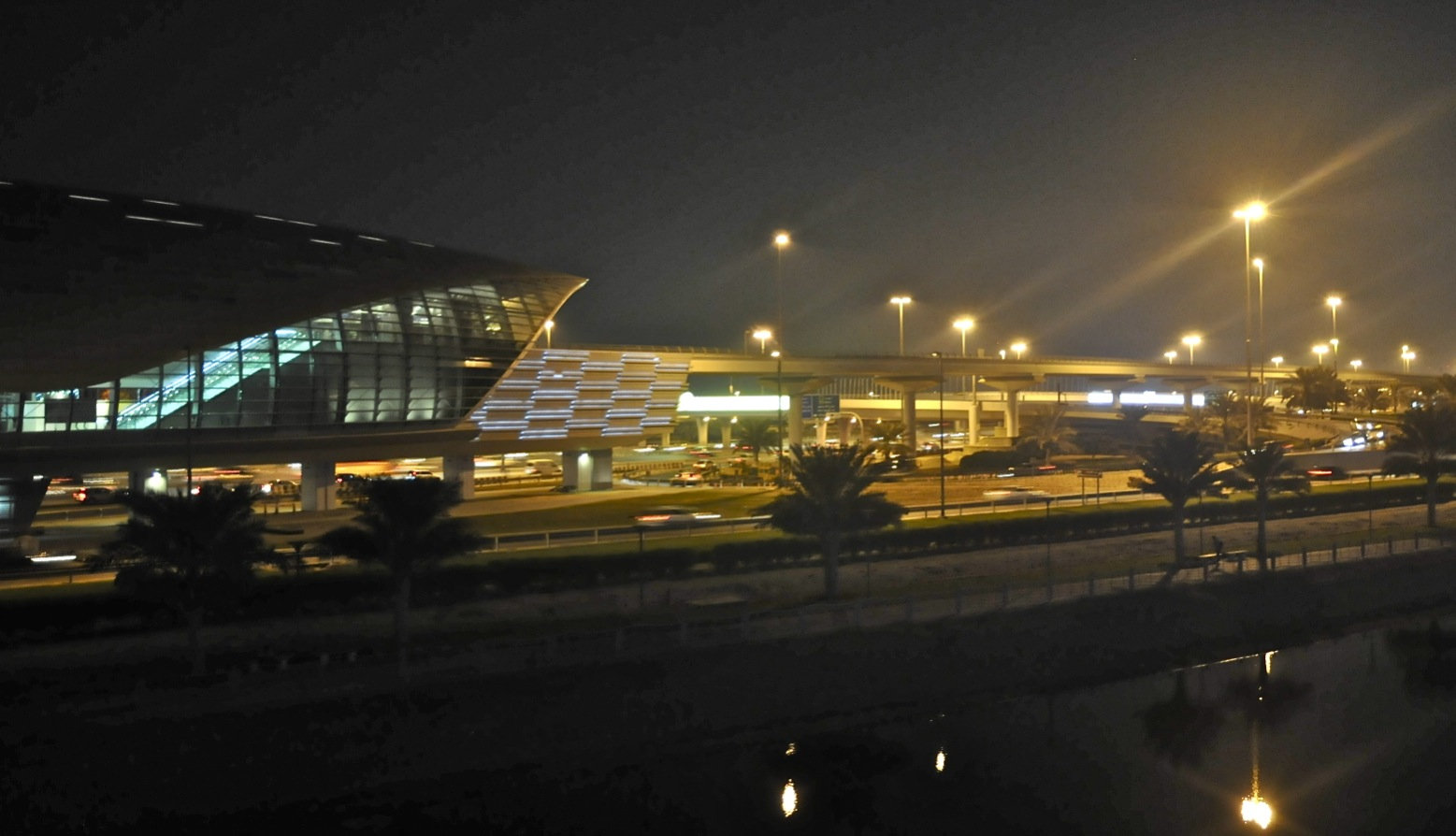
Stazione della metropolitana di DMCC (precedentemente nota come Lake Towers), 2011.

L'area è servita dalla linea rossa della metropolitana con le quattro e fermate di: 
- DMCC (in origine Jumeirah Lake Towers) e Sobha Realty (in origine Dubai Marina) in Al Thanyah Fifth;
- Al Fardan Exchange (in origine Al Khail) in Al Thanyah Third;
- Dubai Internet City in Al Thanyah First.

Vi sono poi delle linee di superficie che dalle suddette fermate consentono di raggiungere varie aree della comunità, anche se le zone più interne non sono ben collegate.